# Музеї Мілана

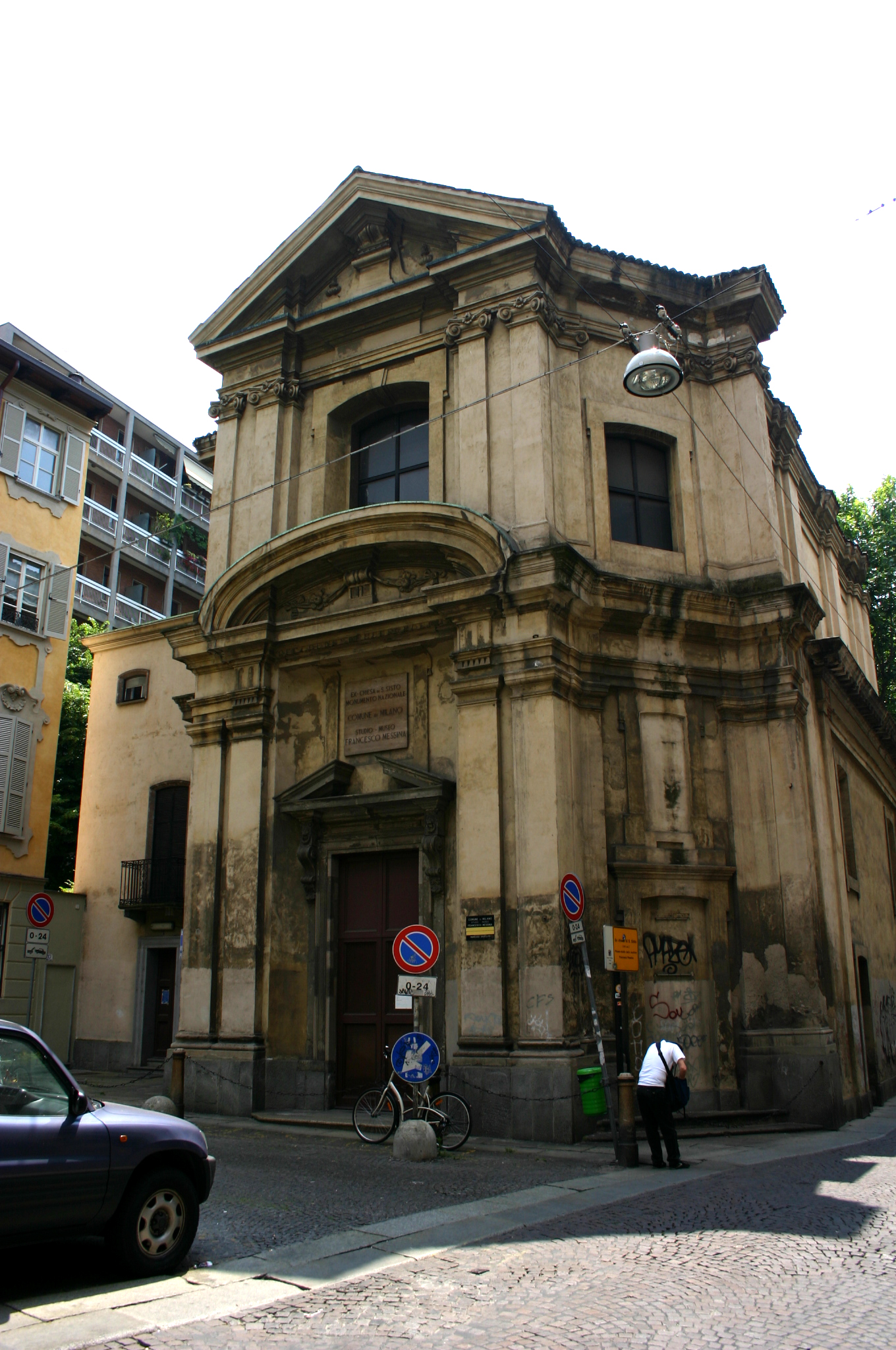
Церква Сан Сісто, Мілан, нині музей скульптора Франческо Мессіна

Музеї Мілана — перелік музеїв міста Мілан.
- Пінакотека Амброзіана
- Пінакотека Брера
- Антікваріум (Мілан)
- Археологічний музей (Мілан)
- Єгиетський музей (Мілан)
- Музей Польді-Пеццолі
- Музей театру Ла Скала
- Музей музичних інструментів (Мілан)
- Павільйон сучасного мистецтва (Мілан)
- Замок Сфорца
- Пінакотека замку Сфорца
- Музей 20 століття (Мілан)
- Музей скульптора Франческо Мессіна (колишня церква Сан Сісто)
- Галерея сучасного мистецтва (Мілан)
- Галерея Пьяцца Скала
- Музей театра Ла Скала
- Міланський акваріум
- Природничий музей (Мілан)
- Приходський музей (Мілан)
- Музей Alfa Romeo
- Квартира-музей Боскі ді Стефано
- Музей дизайну ADI
- Галереї Італії (Мілан)
- Музей Leonardo3
- Pirelli Hangar Bicocca
- Тріеннале (Мілан)
- Палац Морандо
- Музей народів та культур
- Національний музей науки та технологій
- Музей Багатті Валсеккі
- Музей ФК Мілан
- Armani/Silos
- Музей культур

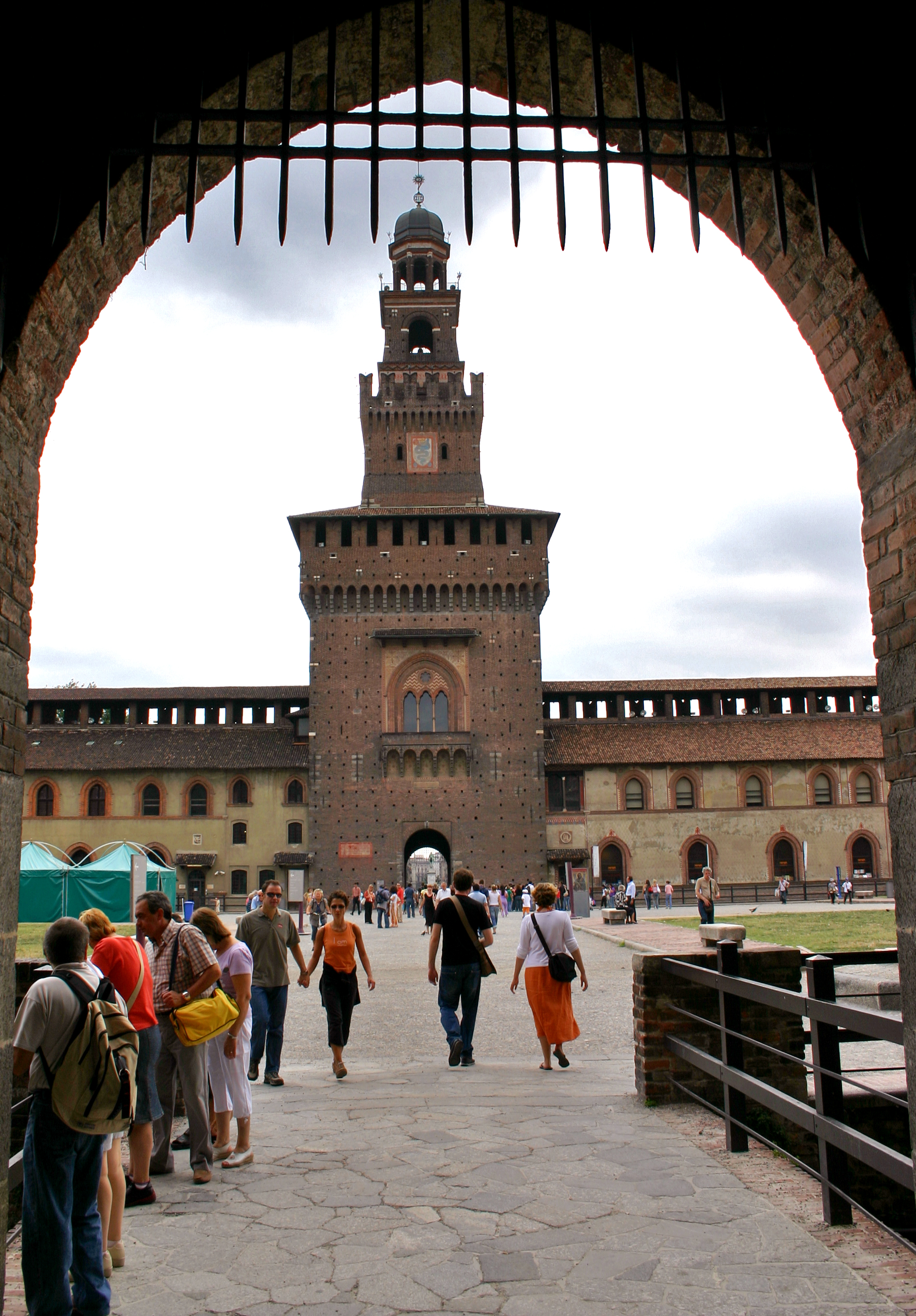
Замок Сфорца (Кастелло Сфорцеско)
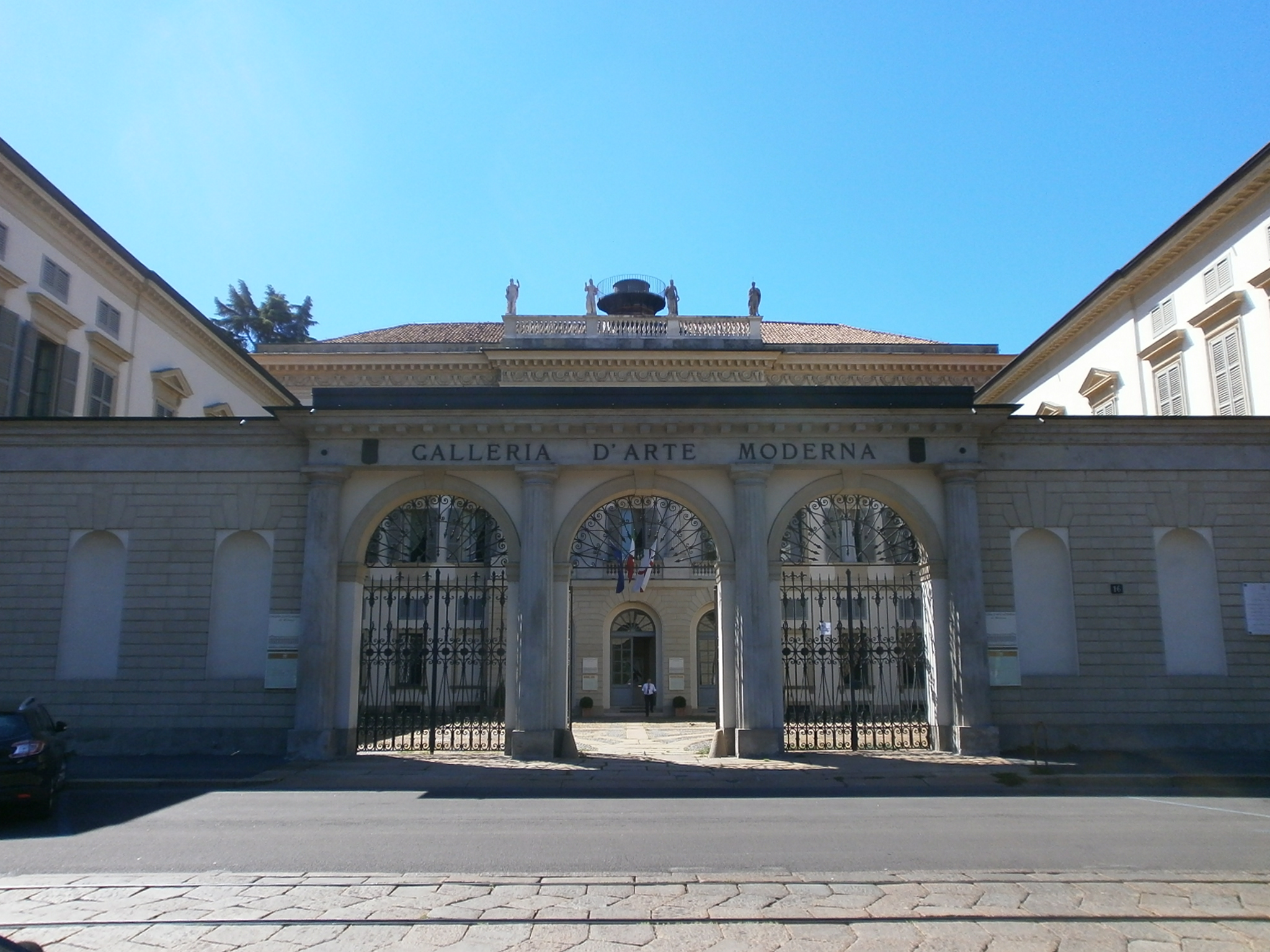
Галерея сучасного мистецтва (Мілан)
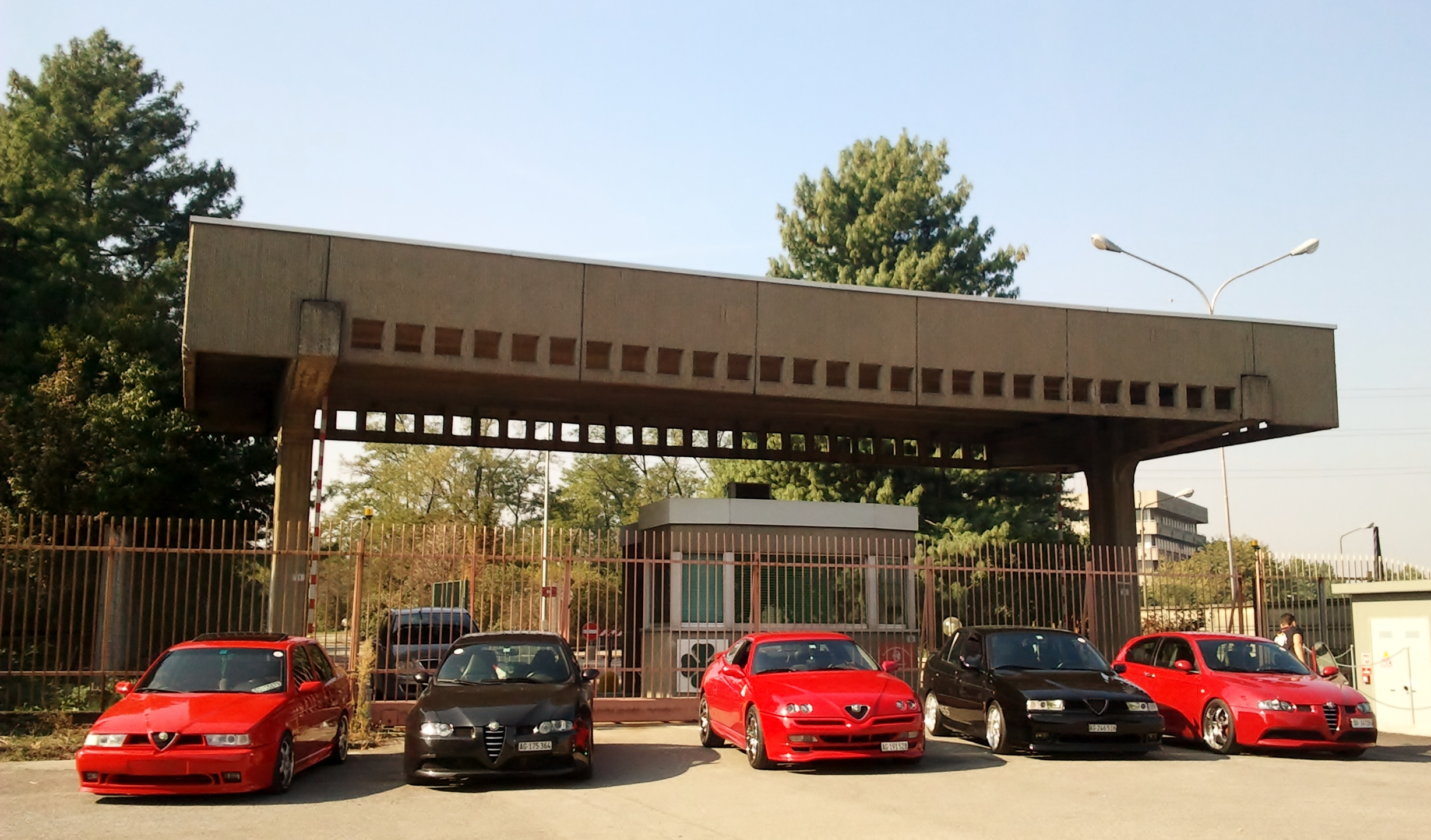
Музей Alfa Romeo
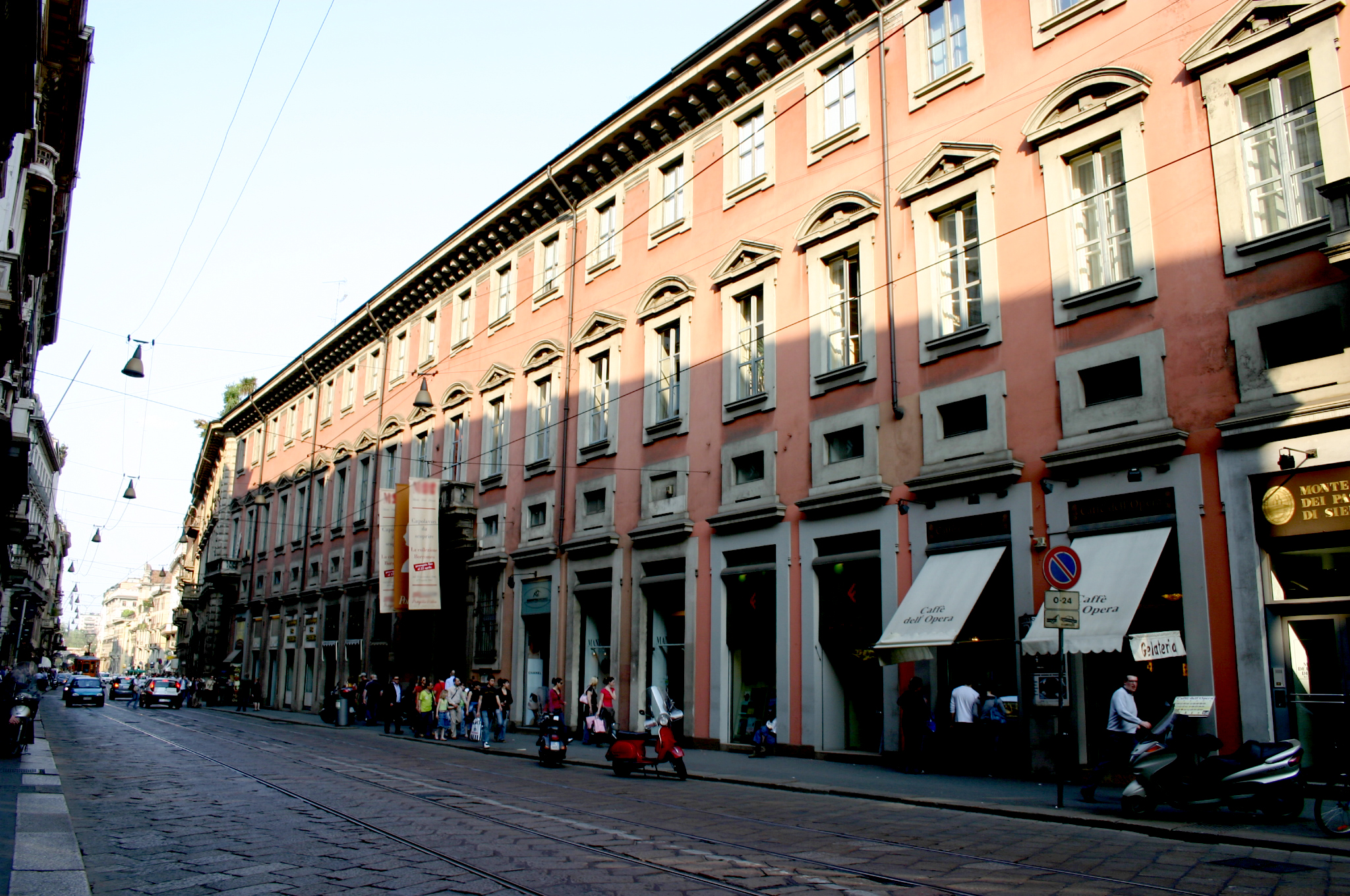
Музей Польді-Пеццолі
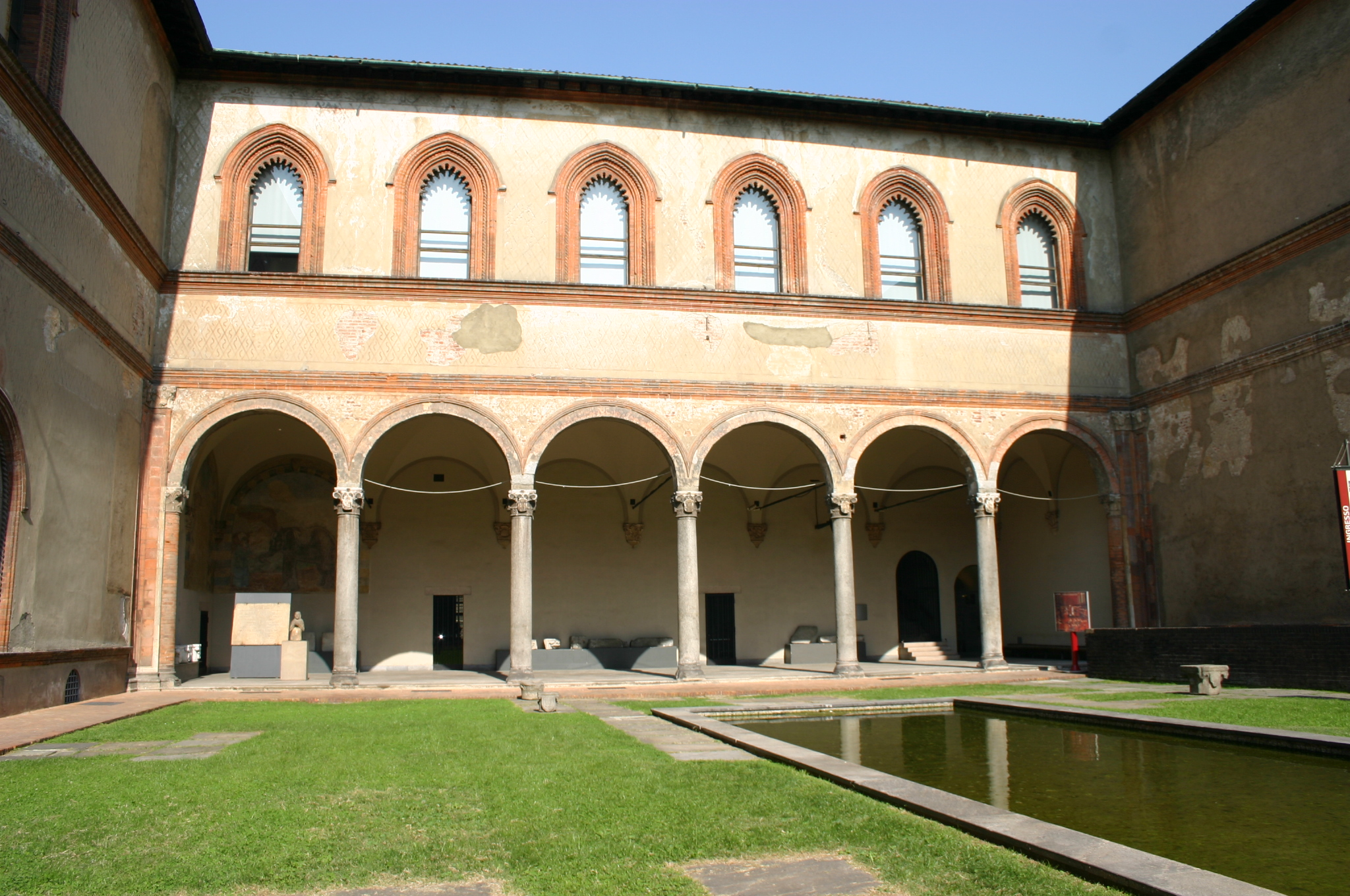
Пінакотека замку Сфорца